# Leśniewo (Grande-Pologne)
Pour les articles homonymes, voir Leśniewo.
Leśniewo (prononciation : [lɛɕˈɲɛvɔ]) est un village polonais de la gmina de Łubowo dans le powiat de Gniezno de la voïvodie de Grande-Pologne dans le centre-ouest de la Pologne.
Il se situe à environ 4 kilomètres au sud de Łubowo (siège de la gmina), à 11 kilomètres au sud-ouest de Gniezno (siège du powiat) et à 39 kilomètres à l'est de Poznań (capitale régionale).

## Histoire
De 1975 à 1998, le village faisait partie du territoire de la voïvodie de Poznań.

Depuis 1999, Leśniewo est situé dans la voïvodie de Grande-Pologne.